# Räuberleiter

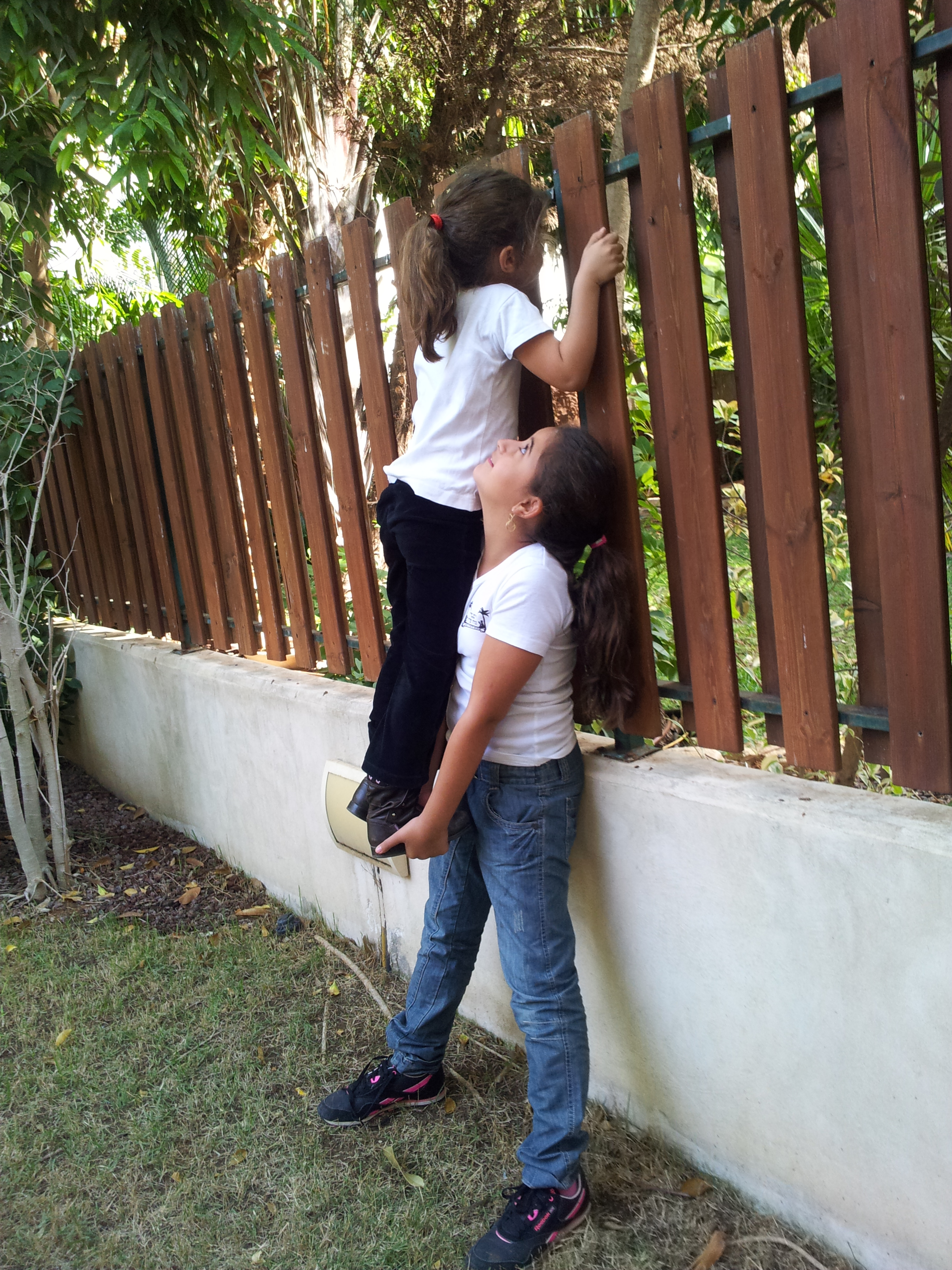
Räuberleiter

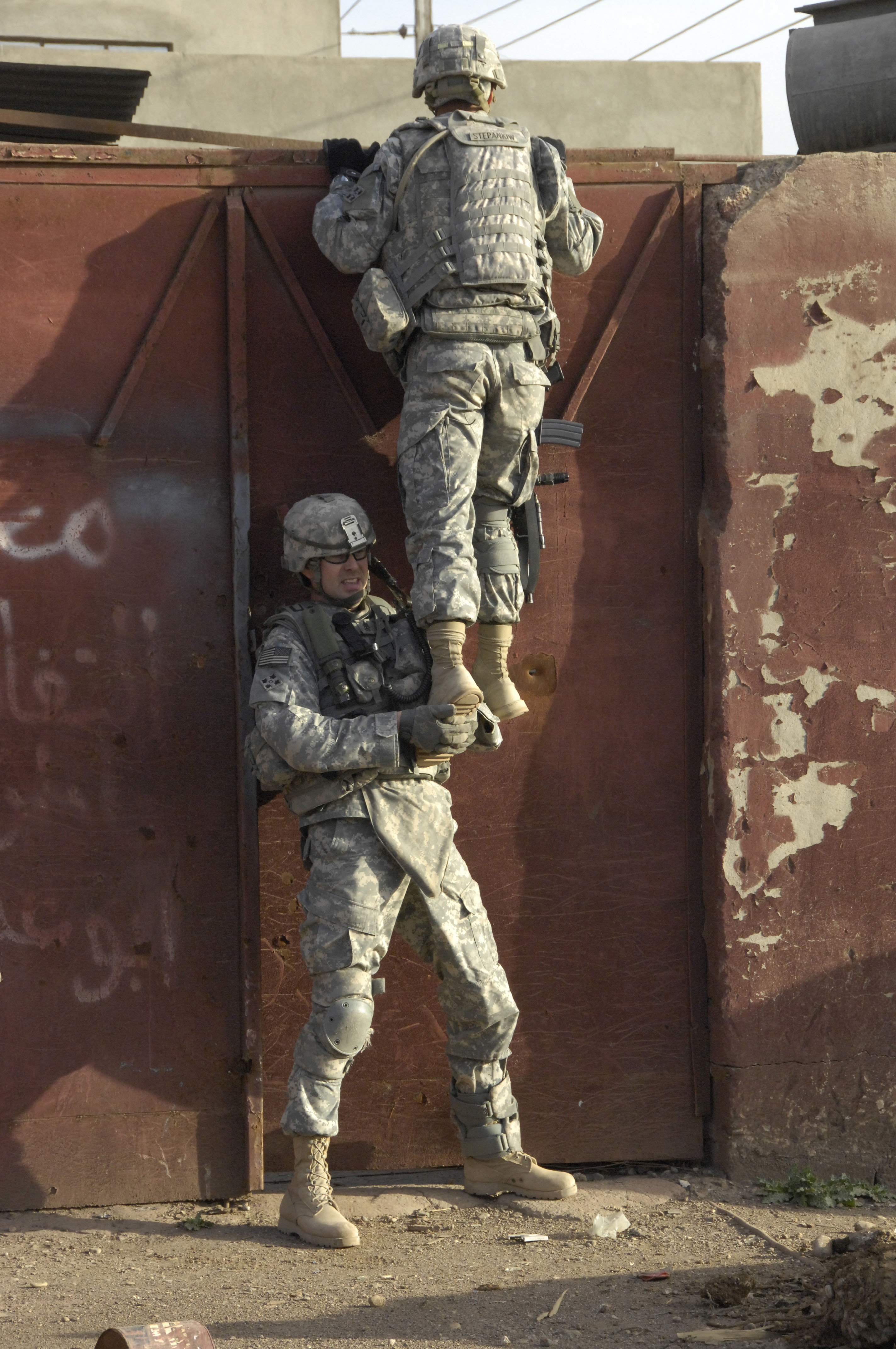
Räuberleiter beim Militär

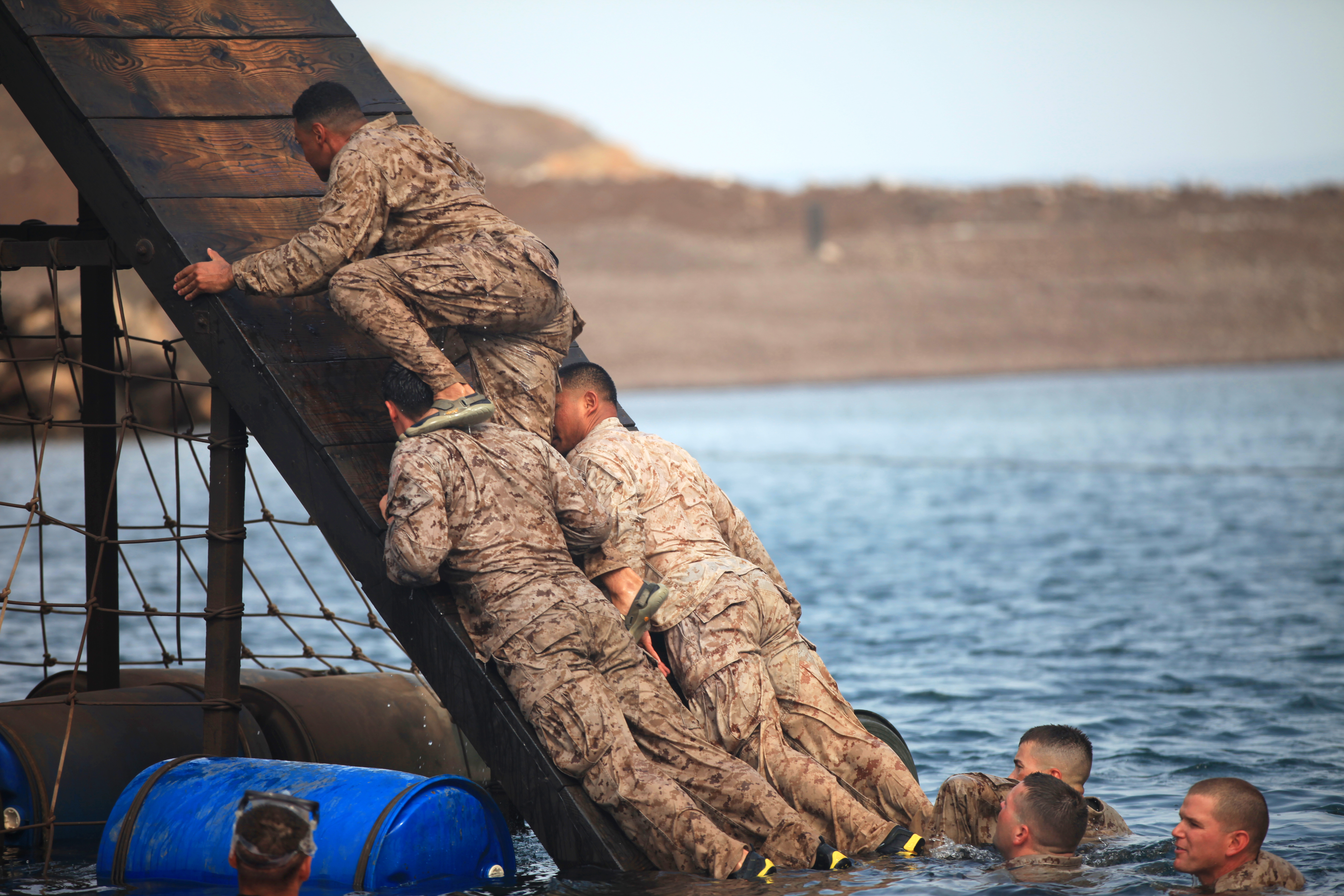
Räuberleiter mit anschließendem Benutzen der Schulter, um noch höher zu kommen

Eine Räuberleiter oder Spitzbubenleiter ist eine Klettertechnik, bei der zwei Personen mitwirken, um durch ein Widerlager Höhendistanzen körperlich zu überwinden. Weitere landschaftlich gebräuchliche Begriffe für Räuberleiter sind Baumleiter (in Baden), Hühnerleiter und Leiterli (in der Schweiz).

## Beschreibung
Das wichtigste Hilfsmittel dazu sind die verschränkten Hände des Helfers auf Bauchhöhe, die als Tritt für den Kletterer dienen. Während der Helfer seine Hände als Stufe bereithält und seine Arme ausstreckt, kann der Kletterer einen Fuß in den Tritt stellen. Hierdurch kann der Kletterer auf die Schultern des Helfers klettern und diese wiederum als zweiten Tritt benutzen.
Der Begriff „Räuberleiter“ hat wohl seinen Ursprung darin, dass früher oft Räuber, eigentlich Einbrecher, auf diese Weise versuchten, niedere Öffnungen in Gebäuden (z. B. Fenster) zu erreichen.
Die Räuberleiter dient vor allem dem Schauen über Hindernisse oder deren Überwinden, z. B. Mauern und Zäune.
Bei einigen Hindernisläufen sind Räuberleitern erlaubt bzw. nötig, um hohe Hindernisse zu überqueren.
Im regulären Klettersport ist die Technik der Räuberleiter eher bedeutungslos, abgesehen von Unterstützungsstellen, wie sie etwa in der Sächsischen Schweiz zulässig sind.
Die Räuberleiter wird oft beim Militär angewendet.